# Lonely Lisa (chanson)
Pour l’article homonyme, voir Lonely Lisa.
Singles de Mylène Farmer
Bleu noir
(2011) Du Temps
(2011)
Lonely Lisa est une chanson de Mylène Farmer, sortie en single le 2 mai 2011 en version digitale et le 4 juillet 2011 en version physique, en tant que troisième et dernier extrait de l’album Bleu noir.
Sur une musique très rythmée composée par RedOne (qui avait déjà composé le titre Oui mais... non), la chanteuse écrit un texte qui fait référence à Lisa, le double enfantin qu'elle s'est créé et qui apparaît notamment dans le clip C'est une belle journée, le livre Lisa-Loup et le Conteur ainsi que dans plusieurs de ses dessins. 
Le clip, réalisé par Roy Raz, est tourné en Israël aux abords de la mer Morte et rend hommage à l'œuvre surréaliste du cinéaste David Lynch.
Le titre se classe no 1 du Top Singles, devenant le douzième single no 1 de Mylène Farmer (et le huitième consécutif).

## Contexte et écriture
En septembre 2010, Mylène Farmer sort le titre Oui mais... non, une chanson composée par le producteur RedOne qui a notamment collaboré aux tubes Poker Face et Bad Romance de Lady Gaga.
Le titre Oui mais... non connaît un grand succès en France, se classant no 1 durant quatre semaines, et annonce l'album Bleu noir qui sort le 6 décembre 2010. C'est la première fois que la chanteuse réalise un album sans Laurent Boutonnat, faisant appel à RedOne, Moby et au groupe Archive. Bleu noir se classe en tête des ventes tout le mois de décembre, réalisant le meilleur démarrage de l'année.

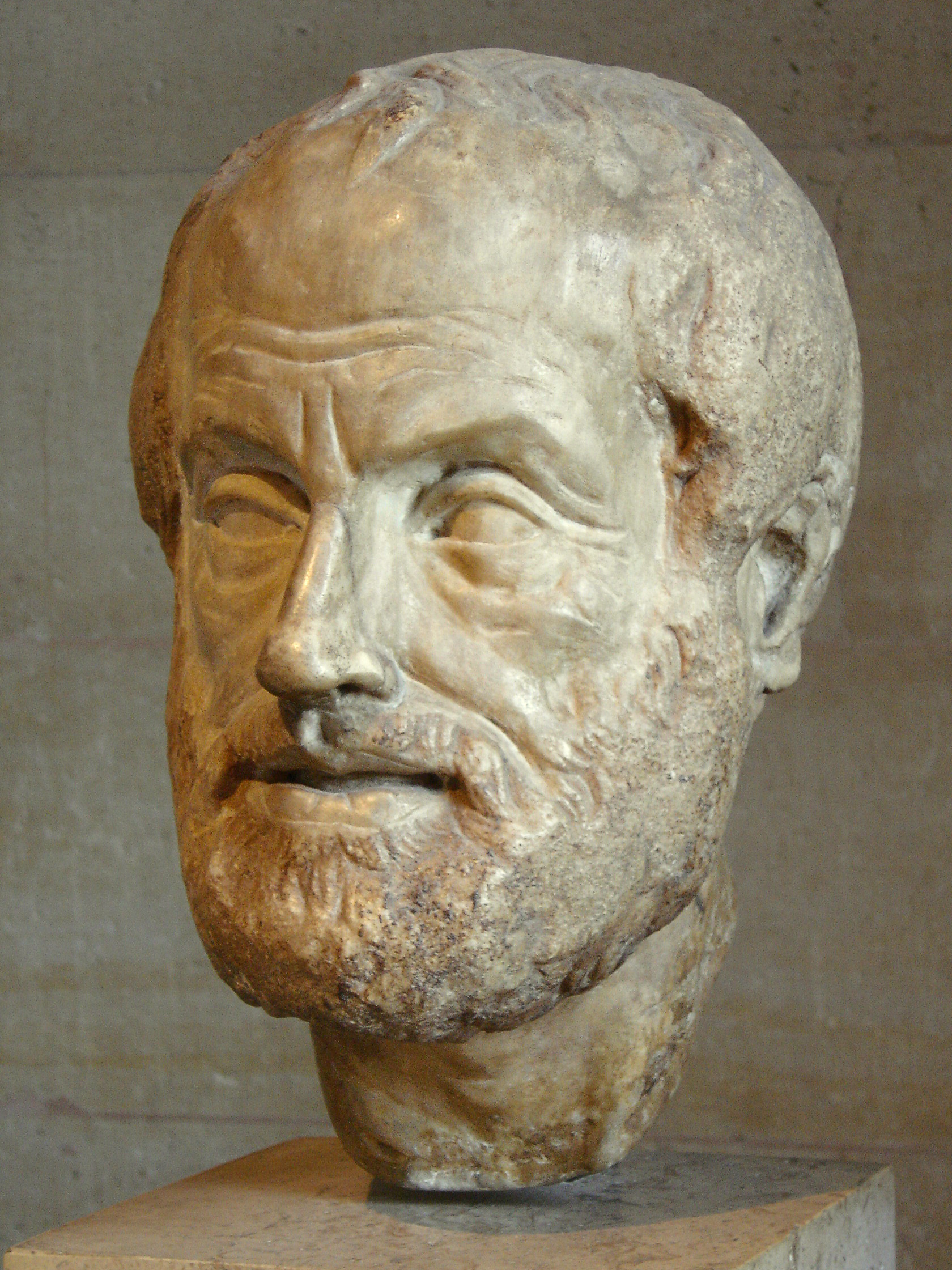
Une citation d'Aristote est présente dans le texte.

Après avoir sorti le single Bleu noir, une ballade pop composée par Moby classée no 1 au printemps 2011, la chanteuse décide de sortir Lonely Lisa en tant que troisième extrait de l'album Bleu noir, qui est alors certifié disque de diamant avec plus de 500 000 ventes.
La musique de ce titre, très rythmée, est composée par RedOne qui signe au total deux titres sur cet album (Oui mais... non et Lonely Lisa).
Le texte, signé par Mylène Farmer, fait référence à Lisa, le double enfantin qu'elle s'est créé et qui apparaît notamment dans le clip C'est une belle journée, le livre Lisa-Loup et le Conteur ainsi que dans plusieurs de ses dessins. La chanteuse a également créé un site communautaire du nom de Lonely Lisa, destiné à lutter contre l'ennui et à partager des créations.
Dans ce texte en français, seul l'adjectif Lonely est en anglais. Outre une référence à Pierre Reverdy avec la phrase « Par la porte opposée elle voit sa folie qu’elle va jeter plus loin de toi », une célèbre citation d'Aristote figure également dans les paroles du titre : « Il n'y a point de génie sans un grain de folie ». La chanteuse la prononce sur le pont musical, d'une voix parlée et grave.

## Sortie et accueil critique
Diffusé en radio à partir du 2 mai 2011, le single sort en physique le 4 juillet 2011. La pochette du single est signée par Hervé Lewis.

### Critiques
- « Un titre dansant, taillé pour les radios. » (Le Courrier de l'Ouest)[7]
- « Taillé pour être le tube de l'été, le nouveau single de Mylène Farmer, signé RedOne, est très efficace. » (France Soir)[8]
- « Lonely Lisa sonne mécanique et métallique. » (Le Monde)[9]
- « Une vraie réussite. » (Le Soleil)[10]
- « Lonely Lisa est promis à une belle carrière en boîte de nuit. » (Gala)[11]
- « Un titre particulièrement efficace. » (What-Hifi)[12]
- « Des paroles intéressantes mais quelque peu occultées par la musique endiablée de RedOne. »[1]
- « Un morceau dansant et électro qui pourrait bien surprendre le grand public peu habitué à voir Mylène Farmer sur ce terrain. »[13].

## Vidéo-clip

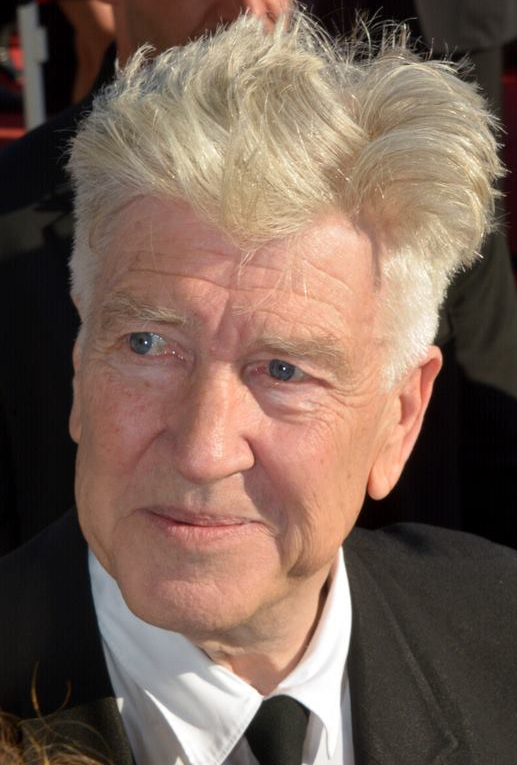
Le cinéaste David Lynch.

Réalisé par Roy Raz, le clip est tourné en mai 2011 en Israël, plus précisément à Tel Aviv pour les scènes en studio et aux abords de la mer Morte, près du Makhtesh Ramon dans le désert de Néguev, pour les scènes en extérieur. Mylène Farmer porte des tenues signées par Jean-Paul Gaultier.
Jouant sur les contrastes (imaginaire et réalité, enfance et âge adulte, tenues blanches et tenues noires), la vidéo fait plusieurs clins d’œil au cinéaste surréaliste David Lynch et à son œuvre, notamment le film Dune. La scène avec les plumes noires qui tombent sur les danseuses rappelle le film Black Swan.
Évoquant le sentiment de se sentir différent, le clip montre deux univers opposés qui ne forment finalement qu'un : l'imaginaire est un lieu d'évasion et de liberté, mais la réalité finit toujours par refaire surface. Le passage de l'imaginaire à la réalité n'est pas sans rappeler le passage de l'enfance à l'âge adulte.

### Synopsis
Une petite fille rousse est entourée de petites danseuses. Alors que les autres ballerines dansent toutes de façon synchronisée, la jeune fille reste seule et immobile au milieu, refusant de suivre la danse et de faire comme les autres. Plus tard, la même image sera reprise avec Mylène Farmer entourée de danseuses adultes qui portent des œillères. Vêtue d'une tenue blanche, elle n'est plus au milieu des autres mais est cette fois assise devant elles, chantant le titre.

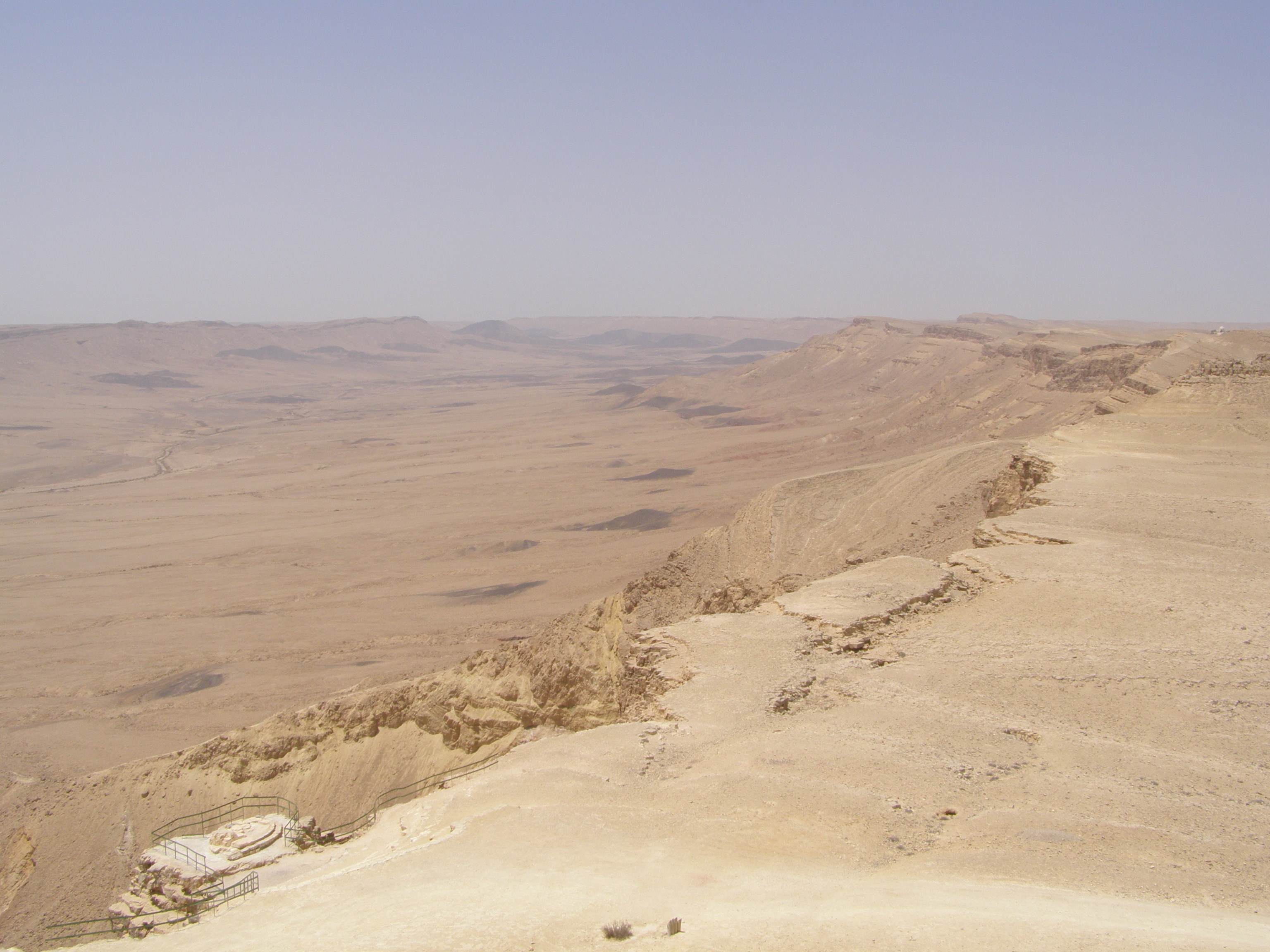
Le clip est tourné dans le désert de Néguev.

Des images surréalistes dans un désert apparaissent : un glacier donne une glace à un enfant, des femmes aux cheveux gris bronzent et mangent des tartes à la fraise, des hommes âgés entrent dans une machine à UV pour en ressortir plus jeunes, tandis qu'un homme rappelant Jésus tire un dromadaire pailleté (le dromadaire est un symbole de richesse dans certaines cultures). Dans ce monde, Mylène Farmer n'est pas assise mais marche, vêtue cette fois d'une tenue noire.
Sans prendre le temps de profiter de ce monde imaginaire, une jeune fille court avec entrain au milieu de ces personnages et finit par sauter d'une falaise, comme une adolescente pressée de sauter dans le monde adulte. Un énorme nuage d'encre surgit alors dans le ciel, tandis que des plumes noires tombent sur les danseuses. La réalité reprend le dessus : la glace du petit garçon a fondu, le dromadaire a perdu sa magie. La silhouette de la petite ballerine se casse alors en mille morceaux. Mylène Farmer continue de marcher dans le désert, seule.

### Sortie et accueil
Le clip est diffusé à partir du 1er juin 2011.
- « Une vidéo très sophistiquée, regorgeant de symboles. »[1]
- « Les images sont soignées et apportent un aspect planant à ce titre qui en avait bien besoin pour lui éviter de tomber dans l’écueil de l'auto-dérision. »[16]
- « Fascinant et bizarroïde. »[4]
- « Très soigné, le clip voit la chanteuse s'aventurer dans le désert et propose des images léchées. Le titre très dance aurait peut-être pu bénéficier d'un clip un peu plus rythmé, puisque tout ici se déroule au ralenti, mais le résultat est intrigant et réussi. »[18]
- « Une vidéo particulièrement esthétique et lumineuse. »[15]
- « Les séquences en studio alternent avec de magnifiques images tournées en plein désert et riches en symboles laissant bon nombre d'interprétations possibles. »[19]

## Promotion
Mylène Farmer n'effectue aucune promotion pour la sortie de ce single.

## Classements hebdomadaires
Dès sa sortie, le single se classe no 1 du Top Singles, dans lequel il reste classé durant 12 semaines (dont 8 semaines dans le Top 50).
Il devient ainsi le douzième single no 1 de Mylène Farmer (et le huitième consécutif).
| Classement (2011)        | Meilleure position |
| ------------------------ | ------------------ |
| Belgique - Wallonie      | 10                 |
| France (Ventes)          | 1                  |
| France (Téléchargements) | 41                 |
| France (TV)              | 16                 |
| France (Clubs)           | 30                 |
| France (Radios locales)  | 44                 |
| Russie                   | 92                 |

## Liste des supports
| 1. | Lonely Lisa               | 3:02 |
| 2. | Lonely Lisa (Hurts Remix) | 3:15 |

| 1. | Lonely Lisa                                        | 3:02 |
| 2. | Lonely Lisa (Mathieu Bouthier & Muttonheads Remix) | 4:48 |
| 3. | Lonely Lisa (Lonely Jeremix, par Jeremy Hills)     | 5:04 |
| 4. | Lonely Lisa (Greg B Extended Remix)                | 5:30 |
| 5. | Lonely Lisa (Glam As You Club Mix, par Guéna LG)   | 8:30 |

| 1. | Lonely Lisa                                 | 3:02 |
| 2. | Lonely Lisa (Curtis & Luka Extended Mix)    | 5:18 |
| 3. | Lonely Lisa (Laurent Pepper Remix Extended) | 5:38 |
| 4. | Lonely Lisa (Twill & Yohanne Simon Remix)   | 6:28 |
| 5. | Lonely Lisa (instrumental)                  | 3:02 |

| A1. | Lonely Lisa                                 | 3:02 |
| A2. | Lonely Lisa (Hurts Remix)                   | 3:15 |
| A3. | Lonely Lisa (Curtis & Luka Extended Mix)    | 5:18 |
| B1. | Lonely Lisa (Laurent Pepper Remix Extended) | 5:38 |
| B2. | Lonely Lisa (Twill & Yohanne Simon Remix)   | 6:28 |

## Crédits
- Paroles : Mylène Farmer
- Musique : RedOne
- Réalisation, programmations et instruments : RedOne et Jimmy Joker
- Mixage : Trevor Muzzy
- Prises de son : Jérôme Devoise[30]

## Interprétation en concert
Le titre Lonely Lisa n'a jamais été interprété en concert.

## Albums et vidéos incluant le titre

### Albums de Mylène Farmer
| Année | Album        | Version                                     | Durée | Certifications de l'album        |
| 2010  | Bleu Noir,   | Version Album Instrumental (réédition 2021) | 3:02  | Diamant · Platine · Or · Platine |
| 2011  | 2001-2011    | Version Album                               | 3:02  | 2 × Platine · Or                 |
| 2020  | Histoires de | Version Album                               | 3:02  | Platine                          |

### Vidéos de Mylène Farmer
| Année | Vidéo                             | Version    | Durée | Certifications de la vidéo |
| 2021  | Les clips - L'intégrale 1999-2020 | Vidéo-clip | 3:02  | -                          |